# Ligue Grand Est de spéléologie
Notes
Association agréée au titre de la protection de l'environnement pour la région Grand Est
La Ligue Grand Est de spéléologie (ou LIGES) est une association du Grand Est à but non lucratif fondée en 1978 sous le nom Ligue spéléologique lorraine œuvrant dans le domaine de la spéléologie et du canyonisme. Également appelée Comité spéléologique régional du Grand Est (ou C.S.R. L), c'est une structure déconcentrée de la Fédération française de spéléologie (F.F.S.). À ce titre elle en est le représentant légal au niveau régional.
Elle a organisé plusieurs expéditions de spéléologie ou de canyonisme à l'étranger et gère officiellement le Spéléodrome de Nancy depuis son ouverture en 1991.
Seule association à envergure régionale pour la connaissance et la protection du milieu souterrain, la LIGES a reçu le renouvellement de l'agrément régional au titre de la protection de l'environnement le 22 février 2018.

## Histoire
Fondée en 1961, l'Union spéléologique autonome de Nancy dispose de statuts qui suggèrent une organisation « fédérale ». Tout naturellement il en découle le 30 janvier 1963 la Fédération régionale de spéléologie (Férés) fondée à Nancy avec pour président-fondateur André Cronel (°1923 - †1995). Six mois plus tard, la Fédération française de spéléologie est fondée à Millau de la fusion de la Société spéléologique de France et du Comité national de spéléologie. Il s'ensuit alors une période de 10 ans de division entre les Alsaciens et Lorrains attachés à la Férés qui prône l'autonomie régionale et une certaine démocratisation de la spéléologie et ceux qui souhaitent rejoindre la F.F.S. qui recherche un centralisme fédéral et une certaine spéléologie élitiste.
En février 1971, Daniel Prévot, délégué régional auprès de la F.F.S. pour la région Alsace-Lorraine, inaugure les « Séminaires lorrains de spéléologie » qui rassemblent petit à petit les spéléologues alsaciens et lorrains autour de débats, conférences et présentations des travaux des clubs. Ces séminaires, trimestriels à leurs débuts, perdurent jusqu'aux années 2000. Ils permettent de créer lentement une identité régionale forte qui débouche sur le compromis trouvé entre la F.F.S. et la Férés dans la fondation, le 26 mai 1973, du Comité régional de spéléologie d'Alsace et de Lorraine (C.R.S.A.L.). Ce comité est le représentant de la F.F.S. en Alsace-Lorraine et a pour président-fondateur Daniel Prévot, assisté de Pierre Fève comme secrétaire, André Cronel comme trésorier et 6 autres administrateurs : Lucien Cordier (°1922 - †1980), Michel Coutal, Jean-Marie Dubois, Jean Lautar, Michel Louis (°1937 - †2001) et Claude Schmitt. La zone d'influence du C.R.S.A.L. inclut les quatre départements lorrains, les deux départements alsaciens et celui de la Haute-Marne.
À la suite de changements dans l'organisation de la F.F.S., le C.R.S.A.L. disparaît au profit de la Ligue spéléologique lorraine fondée le 30 septembre 1978. Le président-fondateur en est à nouveau Daniel Prévot, qui était président du C.R.S.A.L. depuis sa création. Il est assisté de Lucien Cordier au poste de vice-président, Alain Wéber au secrétariat, Pierre Fève à la trésorerie, ainsi que François Roche, seul autre administrateur. L'article 1 des statuts diffère uniquement de celui du C.R.S.A.L. dans la définition de la zone géographique concernée qui se réduit aux seuls départements lorrains.
Daniel Prévot en est président jusqu'en 1996 où Yvon Fréminet prend la fonction pour un mandat de quare ans. Aucun candidat ne se présentant lors de l'assemblée générale du 24 janvier 2000, Daniel Prévot assure l'intérim en tant que doyen jusqu'à l'assemblée générale extraordinaire du 24 juin 2000 où Jean-Luc Metzger est élu. Après deux mandats il laisse la place en 2008 à Christophe Prévot, fils de Daniel Prévot.
Entre 1982 et 2014 la LISPEL a été l'une des trois régions décentralisée de la F.F.S. Cela lui conférait notamment le droit de gérer les licences fédérales prises en Lorraine. La décentralisation a été supprimée par la F.F.S. en 2015 à la suite de la mise en place d'un logiciel de gestion des licences en ligne par les clubs et individuels.
À la suite de la réorganisation administrative des régions, la Ligue spéléologique lorraine devient la Ligue Grand Est de spéléologie (LIGES) lors de l'assemblée générale du 18 mars 2017 puis absorbe, par fusion, les comités régionaux d'Alsace et de Champagne-Ardenne lors de l'assemblée générale du 25 novembre 2017.

Logo de la Ligue spéléologique Lorraine (LISPEL) de 1984 à 2017.

Ancien logo de la région :

## L'association

### L'article 1 des statuts[6]
L'association dite Ligue Grand Est de spéléologie (sigle : Liges) constituée par décision de la Fédération française de spéléologie (F.F.S.) et conformément à la loi NOTRe en tant qu'organisme déconcentré de celle-ci, déclarée en préfecture sous le numéro 5026, sur le territoire constitué des départements des Ardennes (08), de l'Aube (10), de la Marne (51), de la Haute-Marne (52), de Meurthe-et-Moselle (54), de la Meuse (55), de la Moselle (57), du Bas-Rhin (67), du Haut-Rhin (68) et des Vosges (88), a pour but :
- la promotion de l'éthique fédérale définie par l'assemblée générale de la F.F.S. ;
- la coordination des activités de tous les groupements sportifs et spéléologues individuels affiliés à la F.F.S. dans son ressort territorial ;
- l'union de toute personne pratiquant ou étudiant la spéléologie et notamment l'exploration et la connaissance du milieu souterrain naturel ou artificiel ou anthropique, le canyonisme et les disciplines connexes ;
- la recherche scientifique, la promotion et l'enseignement de la spéléologie, du canyonisme et des disciplines connexes, la protection et la défense du monde souterrain, du karst et de son environnement ;
- l'apport de son concours et de celui de ses adhérents à des missions de sécurité civile, de prévention, de formation et lors de secours en milieu souterrain, dans des cavités naturelles ou artificielles ou anthropiques, noyées ou à l'air libre ;
- l'organisation, seule ou associée, de manifestations ayant un rapport avec la spéléologie, le canyonisme et les disciplines connexes ;
- la défense des intérêts de ses membres.

La Ligue Grand Est de spéléologie concourt à l'éducation physique et morale de la jeunesse.
D'autre part, elle a pour objet :
- d'exercer, dans son ressort territorial, les compétences qui lui sont déléguées par la F.F.S. ;
- de représenter, dans son ressort territorial, la F.F.S. auprès du mouvement sportif, des pouvoirs publics, des partenaires privés ou institutionnels ainsi que, de façon générale, de toute personne physique ou morale en vue d'accomplir les missions qui lui sont confiées ;
- de suivre, coordonner et faciliter la mise en œuvre de la politique de la F.F.S. dans les comités départementaux et pluridépartementaux de son ressort territorial ;
- de conduire, des actions décentralisées par conventionnement avec la F.F.S. ;
- de conduire des actions de coopération avec les organisations sportives de l'État, de la région de son siège et, avec l'accord de la F.F.S., d'organiser des manifestations internationales à caractère régional ;
- de mener, après accord préalable de la F.F.S., toute action complémentaire à la politique fédérale ayant pour objet le développement et la promotion de la spéléologie, du canyonisme et des disciplines connexes ;
- de veiller à la protection des milieux de pratiques en liaison avec les populations et les professions concernées, les autres fédérations et les collectivités locales ; dans cet esprit et dans celui des Agendas 21 du C.N.O.S.F. et de la F.F.S., la Ligue intègre la notion de développement durable dans ses politiques, ses règlements et les modes de gestion qui régissent son fonctionnement.

La Ligue Grand Est de spéléologie a pour objectif l'accès de tous, à la pratique des activités physiques et sportives. Elle s'interdit toute discrimination. Elle veille au respect de ces principes par ses membres ainsi qu'au respect de la charte de déontologie du sport établie par le Comité national olympique et sportif français et des chartes de la F.F.S.
Sa durée est illimitée.
L'association a son siège à la Maison régionale des sports, sise : 13, rue Jean-Moulin 54510 Tomblaine.
Le siège social peut être transféré dans une autre commune de l'aire géographique de compétence de la Ligue Grand Est de spéléologie sur simple décision du Conseil d'administration.
Elle peut être membre du Comité régional olympique et sportif de la région Grand Est.
Elle respecte la charte graphique de la F.F.S. dans ses correspondances et sur tous ses supports de communication.

### Son organisation
Suivant l'article 8 des statuts, la LIGES est administrée par un conseil d'administration, élu chaque année olympique pour 4 ans par l'assemblée générale, composé de 21 membres dont un poste réservé à un médecin et avec une répartition des postes entre femmes et hommes respectant la représentativité de chacun des deux sexes au sein des adhérents.
Comme au niveau fédéral, le conseil d'administration instaure des commissions régionales répondant au schéma des commissions fédérales ou des délégations mais également spécifiques à la pratique régionale : Accompagnement des formations, Archéologie minière, Audiovisuelle, Bibliothèque, Distinctions, Enseignement Canyonisme, Enseignement Plongée souterraine, Enseignement Spéléologie, Expéditions et international, Jeunes, Manifestations, Protection-Environnement-Patrimoine-Équipement (PEPEL), Publications, Refuge, Scientifique et Secours. Chacune organise des activités dans son domaine de compétences et rend annuellement un rapport d'activités présenté lors de l'annuelle assemblée générale.
Le bureau se compose d'un président, élu par l'assemblée générale sur proposition du conseil d'administration, de deux présidents adjoints, d'un secrétaire et d'un trésorier élus au sein du conseil.
Le président préside les assemblées générales, le conseil d'administration et le bureau. Il ordonnance les dépenses et représente la LIGES dans tous les actes de la vie civile et devant les tribunaux, notamment pour la défense et la protection du milieu souterrain et de son environnement, pour ester en justice et décider des voies de recours nécessaires.

### Ses activités
La commission Bibliothèque gère un fonds bibliographique déposé à la bibliothèque-médiathèque Gérard Thirion située à Laxou. Riche de plus de 1 000 références acquises par achat ou échange, l'intégralité du fonds est accessible à tout licencié ; une partie est mise en consultation auprès du grand public.
À la suite de la réhabilitation par l'Union spéléologique de l'agglomération nancéienne de la galerie drainante de Hardeval en Spéléodrome de Nancy, la LIGES en est devenue le gérant officiel en 1991 en signant une convention avec la communauté urbaine du Grand Nancy afin de garantir la gestion de l'ensemble par les spéléologues. Ainsi, les visites du réseau ne peuvent avoir lieu que sous la responsabilité d'une association habilitée par la LIGES
À travers sa commission Refuge, la LIGES est le promoteur de la Maison lorraine de la spéléologie ouverte en 1999 au cœur du karst meusien à L'Isle-en-Rigault. Ce centre de ressources est à la fois un gîte pour spéléologues et un centre organisateur de sortie de découverte et d'initiation à la spéléologie.
Chaque année depuis 2005 la commission PEPEL organise une grande opération de nettoyage des carrières souterraines de Savonnières-en-Perthois lors du week-end de printemps. Cette manifestation dépasse le cadre régional puisque des spéléologues fréquentant ce domaine spéléologique issus de régions limitrophes (Bourgogne, Île-de-France, etc.), voire étrangers (Belgique et Luxembourg), y participent régulièrement. En 2014 et 2015 cette manifestation a permis la création d'un parcours de découverte du monde souterrain et de la spéléologie pour personne à mobilité réduite,,, utilisé avec des associations locales pour la découverte du monde souterraine,,.
En Lorraine, la LIGES est le principal signataire des conventions d'accès aux forêts et entrées de cavités avec les autorités. Ainsi, la LIGES gère l'accès au réseau du Rupt-du-Puits (Beurey-sur-Saulx), au Spéléodrome de Nancy (Villers-lès-Nancy), aux carrières souterraines de Savonnières-en-Perthois, au gouffre du Lion (Ancerville), à la diaclase de la voie ferrée (Audun-le-Tiche), aux forêts de Trois-Fontaines et de Martincourt, etc.
Le LIGES organise régulièrement des stages de formation en canyonisme ou spéléologie (stages techniques, stages de cadres, etc.) inscrits au calendrier national des stages, notamment d'initiateur fédéral de spéléologie.

### Ses publications
La commission Publications de la LIGES édite deux publications périodiques, Spéléo L et LISPEL-Info.

#### Spéléo L
Ce bulletin est apparu dès la fondation du C.R.S.A.L. en mai 1973. Il a été dirigé successivement par Jean-Marie Dubois de 1973 à 1979 (no 1-11), François Roche en 1980 pour le no 12, Dominique Lécorché de 1981 à 1988 (no 13-15) puis Christophe Prévot depuis 2007 (no 16-) pour une parution annuelle. Il est déclaré au dépôt légal  (ISSN 0758-3974).
Le bulletin a notamment vu la publication en huit parties de l'inventaire souterrain de la Meuse sous la direction de François Devaux dans les numéros 5 (1974) à 11 (1979) et 16 (2007). Le numéro 12 (1980) est consacré exclusivement à la karstologie alors que le suivant (no 13, 1982) est consacré à la protection des eaux souterraines et des cavernes. Le bulletin numéro 15 de 1985 « spécial 16e Congrès national - Nancy - 1985 » présente les colloques du congrès national de 1985 et la spéléologie régionale. Le numéro 21 (2012) « spécial A.G. F.F.S. 2012 » présente le milieu souterrain lorrain (qu'il soit naturel ou anthropique) et les sites de pratique réputés, la spéléologie régionale et son histoire.

#### LISPEL-Info
Il s'agit d'une lettre d'information dont le format a varié au cours des années. Aujourd'hui c'est un périodique sous forme de six pages A4 à parution quadrimestrielle déclaré au dépôt légal  (ISSN 2104-8703). Distribué par voie postale ou électronique aux adhérents, il est également disponible au téléchargement sur le site de la LIGES. Cette lettre a été arrêtée fin 2017 à la suite de la fusion des régions.

### Quelques travaux marquants
- Organisation de manifestations à caractère national :
  - 16e congrès national de spéléologie et assemblée générale fédérale à Saint-Nicolas-de-Port en 1985[20]
  - Réunion fédérale Grand Nord-est à Lisle-en-Rigault en janvier 2012 et janvier 2015 et à Tomblaine en février 2016
  - Assemblée générale fédérale à Tomblaine en 2012[21]
- Organisation d'expéditions à l'étranger :
  - Argentine : 1987[notes 3], 1989 et 1992[22],[23]
  - Indonésie : 2004[24]
  - Maroc : 1976, 1978, 1981 et 1983[25],[26]
  - Viêt Nam : 2007 et 2008[27],[28]
- Organisation du stage fédéral féminin international de spéléologie SpéléOFéminin[29] :
  - 3e édition (2016) : Amancey (Doubs, France)
  - 4e édition (2017) : Padis (Roumanie)
- Organisation de manifestations locales :
  - Journées de spéléologie scientifique Grand Est à Villers-lès-Nancy en 2006[30]
  - Journées de nettoyage des carrières souterraines de Savonnières-en-Perthois le premier week-end du printemps de 2005 à 2017, 2022[31]

### Membres d'honneur
- Lucien Cordier (°1922 - †1980), membre fondateur du C.R.S.A.L. en 1973, vice-président fondateur de la Société lorraine de secours en cavité (SoLoSeC) en 1974, vice-président fondateur de la LISPEL de 1978 à son décès, nommé lors de l'assemblée générale de 1981
- André Cronel (°1923 - †1995), président-fondateur de la Férés de 1963 à 1973 puis trésorier du C.R.S.A.L. de 1973 à 1978, nommé lors de l'assemblée générale du 31 janvier 1998[32],[33]
- Patrice Gamez (°1949 - †1999), principal moteur de la commission Scientifique régionale de 1971 à 2000, organisateur du colloque de karstologie lors du 16e congrès national de spéléologie, nommé lors de l'assemblée générale extraordinaire du 24 juin 2000[34],[35]

#### Personnalités
- Lucien Cordier (°1922 - †1980), membre fondateur, vice-président de 1978 à 1980

#### Cavités
- Réseau du Rupt-du-Puits, cavité meusienne sous gestion de la LIGES
- Spéléodrome de Nancy, galerie artificielle sous gestion de la LIGES